# Альто-Парана
А́льто-Парана́ (исп. Alto Paraná) — департамент Парагвая с административным центром в городе Сьюдад-дель-Эсте.

## История
В колониальные времена на территории нынешнего департамента находилось множество поселений. Многие из них имели очень важное значение, например, Онтиверос, Сиудад-Реаль и Вилларика-дель-Эспириту-Санто. Тем не менее эти деревни не были процветающими из-за постоянных нападений бандейрантов.
Значительный рост населения в этой области начался в конце XVII — начале XVIII века. Городские центры стали появляться вокруг военных баз, служивших для защиты от нападений бандейрантов. Примерно в это время были основаны города, существующие до сих пор, такие как: Вилла-Куругуати, Игатими, Каагуасу, Лима и Ахос.
После Парагвайской войны эти земли были проданы, созданы крупные поместья, специализировавшиеся на выращивании мате.
Департамент Альто-Парана создан в 1945 году. В 1990 году границы департамента приобрели современный вид.

## Административное деление

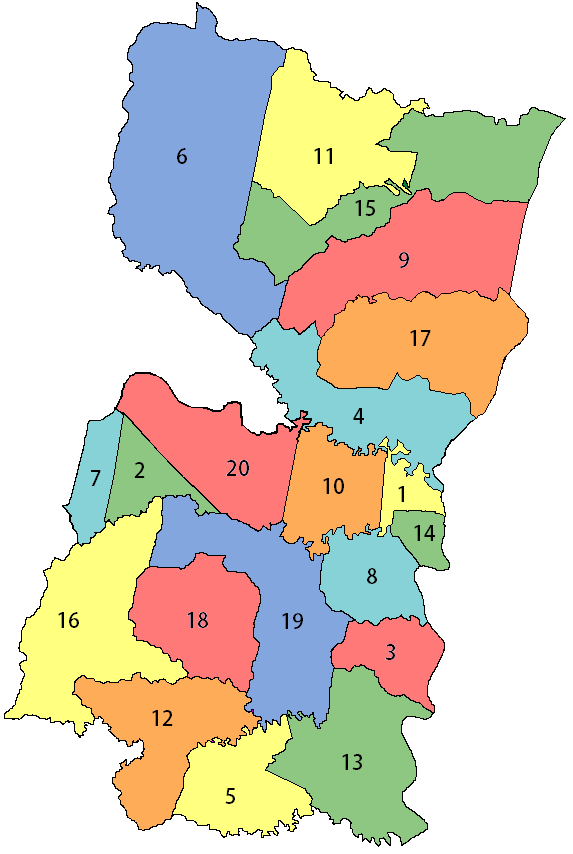
Округа департамента Альто-Парана.

| №  | Округа                                                   | Население, чел. (2009) | Площадь, км² |
| -- | -------------------------------------------------------- | ---------------------- | ------------ |
| 1  | Сьюдад-дель-Эсте (Ciudad del Este)                       | 320 274                | 149          |
| 2  | Доктор-Хуан-Леон-Мальоркин (Doctor Juan León Mallorquín) | 16 243                 | 266          |
| 3  | Доминго-Мартинес-де-Ирала (Domingo Martínez de Irala)    | 6 734                  | 334          |
| 4  | Ернандариас (Hernandarias)                               | 63 248                 | 1 519        |
| 5  | Ирунья (Iruña)                                           | 4 710                  | 528          |
| 6  | Итакири (Itakyry)                                        | 23 765                 | 1 964        |
| 7  | Хуан-Эмилио-О'Лири (Juan Emilio O’Leary)                 | 16 367                 | 226          |
| 8  | Лос-Кедралес (Los Cedrales)                              | 9 003                  | 405          |
| 9  | Мбаракайю (Mbaracayú)                                    | 8 337                  | 1 174        |
| 10 | Минга-Гуасу (Minga Guazú)                                | 48 006                 | 485          |
| 11 | Минга-Пора (Minga Porá)                                  | 11 180                 | 881          |
| 12 | Наранхаль (Naranjal)                                     | 11 921                 | 752          |
| 13 | Ньякундай (Ñacunday)                                     | 8 403                  | 865          |
| 14 | Пресиденте-Франко (Presidente Franco)                    | 52 826                 | 122          |
| 15 | Сан-Альберто (San Alberto)                               | 11 523                 | 1 046        |
| 16 | Сан-Кристобаль (San Cristóbal)                           | 7 670                  | 1 027        |
| 17 | Санта-Фе-дель-Парана (Santa Fe del Paraná)               | 14 468                 |              |
| 18 | Санта-Рита (Santa Rita)                                  | 16 427                 | 650          |
| 19 | Санта-Роса-дель-Мондай (Santa Rosa del Monday)           | 11 287                 | 999          |
| 20 | Йгуасу (Yguazú)                                          | 8 748                  | 762          |
| 21 | Тавапи (Tavapy)                                          | 20 532                 |              |
| 22 | Доктор-Раул-Пенья (Doctor Raúl Peña)                     | 6 789                  |              |

## Экономика
Департамент переживает бурный экономический рост и рост населения в последние 50 лет, по большей части приходящийся на административный центр Альто-Параны. Рост начался в 1961 году, когда был построен «Мост Дружбы», соединивший Парагвай и Бразилию. На территории департамента располагается гидроэлектростанция «Итайпу», которая обеспечивает потребность страны в электроэнергии на 95 %. Также в департаменте находится несколько экологических заповедников, зоопарк и тайваньско-парагвайский технологический парк.
Регион является одним из основных в Парагвае районов производства кофе.
Первым городом, основанным на территории департамента был Пресиденте-Франко. Несколько важных сельскохозяйственных предприятий сосредоточены в районе Минга-Гуасу, в котором также расположен международный аэропорт «Гуарани».